# Giuseppe Sarti
Giuseppe Sarti (ochrzczony 1 grudnia 1729 w Faenzy, zm. 28 lipca 1802 w Berlinie) – włoski kompozytor.

## Życiorys
Studiował w Padwie u Francesca Antonia Vallottiego oraz w Bolonii u Giovanniego Battisty Martiniego. W 1743 roku został wybrany członkiem bolońskiej Accademia Filarmonica. W latach 1748–1752 był organistą katedry w Faenzy. W 1752 roku objął posadę dyrektora teatru w Faenzy, w tym samym roku wystawił swoją pierwszą operę, Pompeo in Armenia. W 1753 roku jako dyrygent grupy orkiestrowej Pietro Mingottiego wyjechał do Kopenhagi, gdzie wywarł wrażenie na królu duńskim Fryderyku V, w 1755 roku otrzymując od niego posadę nadwornego kapelmistrza. W 1763 roku został wysłany do Włoch z misją werbunku śpiewaków do opery dworskiej, jednak z powodu śmierci króla nie wrócił już do Danii. Od 1766 do 1767 roku był kierownikiem chóru w Conservatorio della Pietà w Wenecji. W 1768 roku ponownie wyjechał do Kopenhagi, gdzie był nadwornym kapelmistrzem i w latach 1770–1775 dyrygentem teatru dworskiego. W Danii poślubił też włoską śpiewaczkę operową, Camillę Passi. Od 1775 roku był dyrektorem Conservatorio dell’Ospedaleto w Wenecji. W 1779 roku wygrał konkurs na stanowisko kapelmistrza katedry w Mediolanie, pokonując Giovanniego Paisiello.
W 1784 roku wyjechał do Petersburga, gdzie objął posadę kapelmistrza na dworze Katarzyny II. W drodze do Rosji zatrzymał się w Wiedniu, gdzie spotkał W.A. Mozarta, który później wykorzystał w Don Giovannim motyw z opery Sartiego Fra i due litiganti. Popadłszy w niełaskę po premierze swojej opery Armida e Rinaldo (1786) wskutek intryg portugalskiej śpiewaczki Luísy Todi opuścił Petersburg, znalazł jednak zatrudnienie na dworze księcia Grigorija Potiomkina, któremu towarzyszył w kampanii wojennej przeciwko Turcji. Po zdobyciu Oczakowa napisał uroczyste Te Deum na chór z udziałem dział i dzwonów cerkiewnych, wykonane w styczniu 1789 roku w Jassach. W 1793 roku wrócił do służby na dworze petersburskim. Był nauczycielem córek Pawła I. Po zabójstwie cara opuścił Rosję, zmarł w Berlinie w trakcie podróży powrotnej do Włoch.

## Twórczość
Tworzył cieszące się w swoim czasie dużą popularnością w całej Europie opery, zarówno seria, jak i buffa. Podczas pobytu w Danii i w Rosji przyczynił się do rozwoju muzyki w tych krajach, w Danii pisał singspiele do tekstów w języku duńskim, w Rosji był współtwórcą opery Naczalnoje Uprawlenije Olega z librettem w języku rosyjskim, komponował też dzieła religijne wykorzystując elementy muzyki cerkiewnej.
Napisał 75 oper, 12 kantat, 4 msze, 5 requiem (w tym Requiem pamięci Ludwika XVI, 1793), 3 magnifikaty, 3 Miserere, 7 Te Deum, 2 nabożeństwa cerkiewne, 7 oratoriów, motety, psalmy, 25 symfonii, 3 koncerty, 4 sonaty na skrzypce lub flet, 13 sonat na instrument klawiszowy, utwory kameralne. Był też autorem traktatów dotyczących teorii generałbasu i harmonii. W 1796 roku zaprezentował w Cesarskiej Akademii Nauk skonstruowany przez siebie aparat do obliczania częstotliwości drgań. Był twórcą tzw. petersburskiego kamertonu (a¹ = 432 Hz).
Jego uczniem był Luigi Cherubini.

## Twórczość operowa
(na podstawie materiałów źródłowych)
- dramma per musica Pompeo in Armenia (wyst. Faenza 1752)
- dramma per musica Il Re pastore (wyst. Wenecja 1753)
- dramma per musica Vologeso (wyst. Kopenhaga 1754)
- dramma per musica Antigono (wyst. Kopenhaga 1754)
- dramma per musica Ciro riconosciuto (wyst. Kopenhaga 1754)
- dramma per musica Arianna e Teseo (wyst. Kopenhaga 1756)
- dramma per musica Anagilda (wyst. Kopenhaga 1758)
- dramma per musica Armida abbandonata (wyst. Kopenhaga 1759), przerobiona później jako Armida e Rinaldo (wyst. Petersburg 1786)
- dramma per musica Achille in Sciro (wyst. Kopenhaga 1759)
- dramma per musica Andromaca (wyst. Kopenhaga 1759?)
- pastorale eroica Filindo (wyst. Kopenhaga 1760)
- festa teatrale Astrea placata (wyst. Kopenhaga 1760)
- dramma per musica La Nitteti (wyst. Kopenhaga 1760)
- dramma per musica Issipile (wyst. Kopenhaga 1760)
- dramma per musica Alessandro nell’ndie (wyst. Kopenhaga 1761)
- dramma per musica Semiramide (wyst. Kopenhaga 1762)
- dramma per musica Didone abbandonata (wyst. Kopenhaga 1762)
- dramma pastorale Narciso (wyst. Kopenhaga 1763)
- dramma per musica Cesare in Egitto (wyst. Kopenhaga 1763)
- dramma pastorale Il naufragio di Cipro (wyst. Kopenhaga 1764)
- tragedia per musica Il gran Tamerlano (wyst. Kopenhaga 1764)
- dramma per musica Ipermestra (wyst. Rzym 1766)
- intermezzo La Giardiniera brillante (wyst. Rzym 1768)
- kantata dramatyczna L’Asile de l’amour (wyst. Kopenhaga 1769)
- comédie mêlée d’ariettes La Double Méprise, ou, Carlile et Fany (wyst. Kopenhaga 1769)
- singspiel Soliman den Anden (wyst. Kopenhaga 1770)
- opera komiczna Le Bal (wyst. Kopenhaga 1770)
- festa teatrale Il tempio d’eternità (wyst. Kopenhaga 1771)
- dramma per musica Demofoonte (wyst. Kopenhaga 1771)
- tragikomedia lyriczna Tronfølgen i Sidon (wyst. Kopenhaga 1771)
- dramma per musica Il re pastore (wyst. Kopenhaga 1771)
- dramma per musica La clemenza di Tito (wyst. Padwa 1771)
- singspiel Deucalion og Pyrrha (wyst. Kopenhaga 1772)
- singspiel Aglae, eller Støtten (wyst. Kopenhaga 1774)
- singspiel Kierlighedsbrevene (wyst. Kopenhaga 1775)
- dramma per musica Farnace (wyst. Wenecja 1776)
- dramma giocoso Le gelosie villane (Il Feudatario) (wyst. Wenecja 1776)
- dramma per musica Ifigenia (wyst. Rzym 1777)
- dramma per musica Medonte re di Epiro (wyst. Florencja 1777)
- dramma giocoso Il Militare bizzarro (wyst. Wenecja 1777)
- dramma per musica Olimpiade (wyst. Florencja 1778)
- dramma per musica Scipione (wyst. Mestre 1778)
- dramma giocoso I contratempi (wyst. Wenecja 1778)
- dramma per musica Adriano in Siria (wyst. Rzym 1778)
- intermezzo L’ambizione delusa (wyst. Rzym 1779)
- dramma per musica Mitridate a Sinope (wyst. Florencja 1779)
- dramma per musica Achille in Sciro (wyst. Florencja 1779)
- dramma per musica Siroe (wyst. Turyn 1779)
- dramma per musica Giulio Sabino (wyst. Wenecja 1781)
- dramma per musica Demofoonte (wyst. Rzym 1782)
- dramma per musica Didone abbandonata (wyst. Padwa 1782)
- dramma per musica Alessandro e Timoteo (wyst. Parma 1782)
- dramma giocoso Fra i due litiganti il terzo gode (wyst. Mediolan 1782)
- dramma per musica Attalo re di Bitinia (wyst. Wenecja 1782)
- dramma per musica Idalide (wyst. Mediolan 1783)
- dramma per musica Erifile (wyst. Pawia 1783)
- dramma per musica Il trionfo della pace (wyst. Mantua 1783)
- dramma per musica Olimpiade (wyst. Rzym 1783);
- dramma giocoso Gli Amanti consolati (wyst. Petersburg 1784)
- opera komiczna Ifinti eredi (wyst. Petersburg 1785)
- dramma per musica Armida e Rinaldo (wyst. Petersburg 1786)
- dramma per musica Castore e Polluce (wyst. Petersburg 1786)
- azione teatrale Zenodea (1786; niewystawione)
- dramma per musica Alessandro nell’Indie (wyst. Palermo 1787)
- dramma per musica Cleomene dramma per musica (wyst. Bolonia 1788)
- opera Naczalnoje uprawlenije Olega do libretta Katarzyny Wielkiej, wspólnie z Wasilijem Paszkiewiczem (wyst. Petersburg 1790)
- Il trionfo d’Atalanta (1791; niewystawione)
- dramma per musica Andromeda (wyst. Petersburg 1798)
- dramma per musica Enea nel Lazio (wyst. Petersburg 1799)
- opera La Famille indienne en Angleterre (wyst. Petersburg 1799)
- balet anakreontyczny Les Amours de Flore et de Zéphire (wyst. Gatczyna 1800)